# لينا الحمصي
د.لينا محمد حسن الحمصي، من مواليد دمشق عام 1965، داعية إسلامية ومقدمة برنامج «همسات» في قناة الرسالة الإسلامية.
تعمل لينا الحمصي بوظيفة أستاذة الأديان المقارنة في كليتي الدعوة الإسلامية والشريعة الأزهرية بدمشق.

## المؤهلات العلمية
- حصلت على ماجستير في مقارنة الأديان عام 1989
- حصلت على درجة الدكتوراه في الفقه الإسلامي عام 1995

## الحالة الاجتماعية
متزوجة ولديها ولد وبنت.

## العمل الحالي
- أستاذة الأديان المقارنة في كليتي الدعوة الإسلامية والشريعة التابعتين لمجمع الشيخ أحمد كفتارودمشق
- مدير تحرير جريدة «الاجتماعية» السورية
- المدير العام لموقع مسلمات أون لاين
- معدّة ومقدّمة برنامج «همسات» الذي يعرض على قناة الرسالة

## المؤلفات
- المسيحية والإسلام دين واحد وشرائع شتى
- الفوائد المصرفية وشهادات الاستثمار ورأي الشرع فيها
- تاريخ الفتوى في الإسلام
- المفتون العامون في سورية وفتاواهم في القضايا المستجدة
- ابتلعته أمريكا (مجموعة قصصية)
- الخليفة العادل عمر بن عبد العزيز
- يوميات فهيم وسرحان (مجموعة قصصية للأطفال)

## برنامج همسات
من خلال هذا البرنامج، تقوم «الحمصي» بمخاطبة بنات حواء وتقدم لهم الكثير من الأفكار والمعاني الهامة التي تستقيها من خبراتها وتجاربها ومعارفهما وتضع بين أيديهم خلاصة مفاهيم الحياة الأسرية السعيدة، مما يوفر عليهم الكثير من الوقت.
== برنامج فقه المرأة ==
عبر 25 حلقة بثت على قناة الرسالة خلال رمضان 1429، تطرقت «الحمصي» للمواضيع التالية:
- الفقه الإسلامي
- النجاسات
- الوضوء
- سنن الفطرة
- زينة المرأة
- العمليات التجميلية
- النمص والوشم
- وصل الشعر (زراعة الشعر)
- المسح على الخفين
- أحكام الحيض
- أحكام الاستحاضة والنفاس
- ما يحرم على الحائض والنفساء
- أحكام الجنابة
- أحكام الغسل
- التيمم
- الصلاة
- أوقات الصلاة
- شروط الصلاة
- عورة المرأة
- لباس المرأة الإسلامي
- أركان الصلاة